# Klocikiv, Cernihiv
Klocikiv (în ucraineană Клочків) este un sat în comuna Cernîș din raionul Cernihiv, regiunea Cernihiv, Ucraina.

## Demografie
Componența lingvistică a localității Klocikiv
     Ucraineană (99,11%)
     Alte limbi (0,89%)
Conform recensământului din 2001, majoritatea populației localității Klocikiv era vorbitoare de ucraineană (99,11%), existând în minoritate și vorbitori de alte limbi.